# Agrypon variegatum
Agrypon variegatum là một loài tò vò trong họ Ichneumonidae.